# Station Narbonne
Station Narbonne is een spoorwegstation in de Franse gemeente Narbonne.
Het wordt bediend door de TGV, lange-afstandstreinen (Intercités) en door treinen van de TER Occitanie.